# Louis Harlet

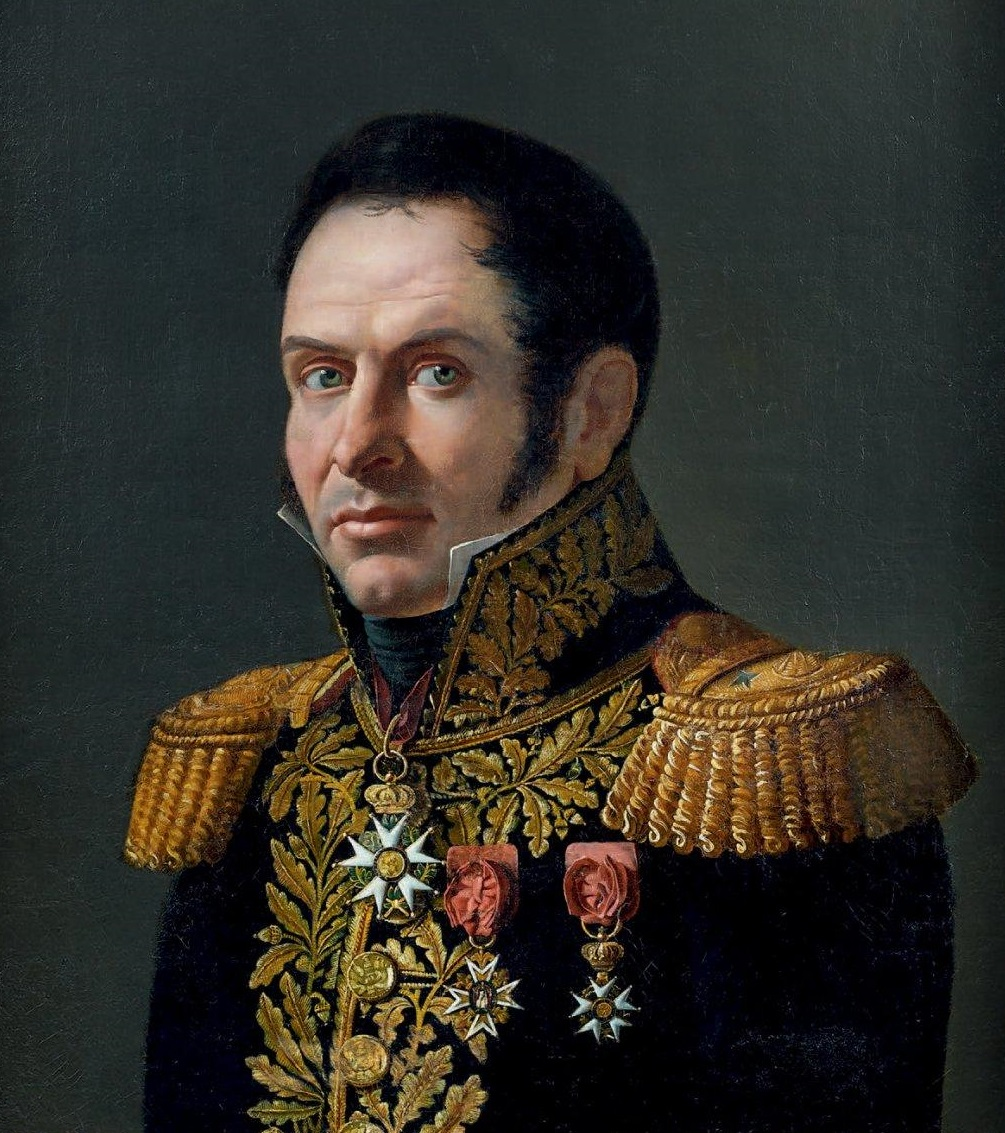
Louis Harlet

Louis Harlet (* 15. August 1772 in Broyes; † 2. März 1853 in Sézanne) war ein Général de brigade der Infanterie.

## Leben
Harlet war ein Sohn des Juristen Louis-Ferdinand Harlet und dessen Ehefrau Marie Caritte. Begeistert von den Idealen der Revolution schloss sich Harlet als Freiwilliger der Armee an. Er konnte sich in den Revolutionskriegen durch Tapferkeit auszeichnen und wurde schon früh ein Parteigänger Napoleons.
Unter Führung Generals Jean-Baptiste Kléber, war in den Kämpfen zur Niederschlagung des Aufstandes der Vendée eingesetzt.
In der Völkerschlacht bei Leipzig (16./19. Oktober 1813) kommandierte er die 2. Brigade der 19. Division im 5. Korps. Nach der Schlacht bei Paris (30. März 1814) und der Abdankung Napoleons (→Vertrag von Fontainebleau) blieb Harlet ein Parteigänger Napoleons.
Als dieser die Insel Elba verließ und dessen Herrschaft der Hundert Tage begannen, schloss er sich ihm sofort wieder an. Nach Schlacht bei Waterloo (18. Juni 1815) kehrte Harlet nach Frankreich zurück und legte bald darauf alle militärischen Ämter nieder. Er zog sich ins Privatleben zurück und starb am 2. März 1853 auf seinem Landgut bei Sézanne.

## Ehrungen
- 15. März 1810 Baron de l’Émpire
- Commandeur der Ehrenlegion
- Grand Officier der Ehrenlegion
- Ordre de Léopold
- Ordre royal et militaire de Saint-Louis
- Sein Name findet sich am westlichen Pfeiler (32. Spalte) des Triumphbogens am Place Charles-de-Gaulle (Paris).